# John Moeti
Pour les articles homonymes, voir Moeti.
John Moeti (né le 30 août 1967 à Soweto en Afrique du Sud et mort le 6 février 2023) est un joueur de football international sud-africain, qui évoluait au poste de milieu de terrain.

## Biographie
John Moeti a disputé toute sa carrière dans son pays, avec deux clubs, tout d'abord les Orlando Pirates, de 1995 à 1999, puis le Supersport United entre 2000 et 2001.

## Palmarès
Afrique du Sud
- Coupe d'Afrique des nations (1) :
  - Vainqueur : 1996.
  - Finaliste : 1998.